# Antalya (circonscription électorale)
La circonscription électorale d'Antalya correspond à la province du même nom et envoie 17 députés à la Grande Assemblée nationale de Turquie (14 entre 2011 et 2018, 16 entre 2018 et 2023).

## Composition
La circonscription de'Antalya est divisée en 19 districts (ilçe). Chaque district est composé d'un chef-lieu et de municipalités (communes et villages).

## Résultats électoraux

### Élections législatives de juin 2015
| Partis                   | Partis                                        | Voix | %   | Sièges | +/-           | Élus                                                                             |
| ------------------------ | --------------------------------------------- | ---- | --- | ------ | ------------- | -------------------------------------------------------------------------------- |
|                          | Parti de la justice et du développement (AKP) |      |     | 5      | 1             | Lütfi Elvan, Mustafa Köse, Hüseyin Samani, Gökcen Özdoğan Enç et Sena Nur Çelik  |
|                          | Parti républicain du peuple (CHP)             |      |     | 5      | en stagnation | Niyazi Nefi Kara, Deniz Baykal, Çetin Osman Budak, Mustafa Akaydın et Devrim Kök |
|                          | Parti d'action nationaliste (MHP)             |      |     | 3      | en stagnation | Mehmet Günal, Ahmet Selim Yurdakul et Tarkan Akıllı                              |
|                          | Parti démocratique des peuples (HDP)          |      |     | 1      | Nv.           | Hakkı Saruhan Oluç                                                               |
|                          |                                               |      |     |        |               |                                                                                  |
| Total                    | Total                                         |      | 100 | 14     | en stagnation | -                                                                                |
| Inscrits / participation |                                               |      |     |        |               |                                                                                  |

### Élections législatives de novembre 2015
| Partis                   | Partis                                        | Voix | %   | Sièges | +/-           | Élus |
| ------------------------ | --------------------------------------------- | ---- | --- | ------ | ------------- | --- |
|                          | Parti de la justice et du développement (AKP) |      |     | 7      | 2             | Mevlüt Çavuşoğlu, Mustafa Köse, Hüseyin Samani, Gökcen Özdoğan Enç, Sena Nur Çelik, İbrahim Aydın et Atay Uslu |
|                          | Parti républicain du peuple (CHP)             |      |     | 5      | en stagnation | Niyazi Nefi Kara, Deniz Baykal, Çetin Osman Budak, Mustafa Akaydın et Devrim Kök                               |
|                          | Parti d'action nationaliste (MHP)             |      |     | 2      | 1             | Mehmet Günal et Ahmet Selim Yurdakul                                                                           |
|                          |                                               |      |     |        |               | |
| Total                    | Total                                         |      | 100 | 14     | en stagnation | - |
| Inscrits / participation |                                               |      |     |        |               | |

### Élections législatives de 2018
| Partis                   | Partis                                        | Voix      | %     | Sièges | +/-           | Élus                                                                                    |
| ------------------------ | --------------------------------------------- | --------- | ----- | ------ | ------------- | --------------------------------------------------------------------------------------- |
|                          | Parti de la justice et du développement (AKP) | 517 530   | 34,96 | 6      | 1             | Mevlüt Çavuşoğlu, Mustafa Köse, Sena Nur Çelik, İbrahim Aydın, Atay Uslu et Kemal Çelik |
|                          | Parti républicain du peuple (CHP)             | 431 675   | 29,16 | 5      | en stagnation | Deniz Baykal, Çetin Osman Budak, Rafet Zeybek, Aydın Özer et Cavit Arı                  |
|                          | Le Bon Parti (İYİ)                            | 250 294   | 16,91 | 3      | Nv.           | Feridun Bahşi, Hasan Subaşı et Tuba Vural Çokal                                         |
|                          | Parti d'action nationaliste (MHP)             | 149 777   | 10,12 | 1      | 1             | Abdurrahman Başkan                                                                      |
|                          | Parti démocratique des peuples (HDP)          | 108 479   | 7,33  | 1      | 1             | Kemal Bülbül                                                                            |
|                          | Parti de la félicité (SP)                     | 14 207    | 0,96  | 0      | en stagnation |                                                                                         |
|                          | Parti patriote (VATAN)                        | 3 917     | 0,26  | 0      | en stagnation |                                                                                         |
|                          | Parti de la cause libre (HÜDA PAR)            | 3 187     | 0,22  | 0      | en stagnation |                                                                                         |
|                          | Indépendants (Ind.)                           | 1 285     | 0,09  | 0      | en stagnation |                                                                                         |
|                          |                                               |           |       |        |               |                                                                                         |
| Total                    | Total                                         | 1 480 351 | 100   | 16     | 2             | -                                                                                       |
| Inscrits / participation | Inscrits / participation                      | 1 683 522 | 87,24 |        |               |                                                                                         |

### Élections législatives de 2023
| Partis                   | Partis                                        | Voix      | %     | Sièges | +/-           | Élus                                                                                              |
| ------------------------ | --------------------------------------------- | --------- | ----- | ------ | ------------- | ------------------------------------------------------------------------------------------------- |
|                          | Parti républicain du peuple (CHP)             | 555 281   | 32,31 | 6      | 1             | Sururi Çorabatır, Cavit Arı, Aliye Coşar, Serap Yazıci Özbudun, Şerafettin Kılıç et Mustafa Erdem |
|                          | Parti de la justice et du développement (AKP) | 499 580   | 29,07 | 6      | en stagnation | Mevlüt Çavuşoğlu, Mustafa Köse, Tuba Vural Çokal, Kemal Çelik, Atay Uslu et İbrahim Ethem Taş     |
|                          | Le Bon Parti (İYİ)                            | 194 341   | 11,31 | 2      | 1             | Uğur Poyraz et Aykut Kaya                                                                         |
|                          | Parti d'action nationaliste (MHP)             | 172 338   | 10,03 | 2      | 1             | Abdurrahman Başkan et Hilmi Durgun                                                                |
|                          | Parti de la gauche verte (YSP)                | 84 269    | 4,90  | 1      | en stagnation | Hakkı Saruhan Oluç                                                                                |
|                          | Parti des travailleurs de Turquie (TIP)       | 78 250    | 4,55  | 0      | en stagnation |                                                                                                   |
|                          | Parti de la victoire (ZP)                     | 48 115    | 2,80  | 0      | Nv.           |                                                                                                   |
|                          | Parti de la patrie (M)                        | 22 731    | 1,32  | 0      | Nv.           |                                                                                                   |
|                          | Nouveau parti de la prospérité (YRP)          | 21 665    | 1,26  | 0      | Nv.           |                                                                                                   |
|                          | Parti de la grande unité (BBP)                | 11 393    | 0,66  | 0      | en stagnation |                                                                                                   |
|                          | Parti jeune (GP)                              | 5 689     | 0,33  | 0      | en stagnation |                                                                                                   |
|                          | Parti de la justice (AP)                      | 5 093     | 0,30  | 0      | Nv.           |                                                                                                   |
|                          | Parti communiste de Turquie (TKP)             | 2 642     | 0,15  | 0      | en stagnation |                                                                                                   |
|                          | Parti de la mère patrie (ANAP)                | 2 366     | 0,14  | 0      | en stagnation |                                                                                                   |
|                          | Parti de la nation (MP)                       | 2 053     | 0,12  | 0      | en stagnation |                                                                                                   |
|                          | Parti de gauche (SOL)                         | 1 940     | 0,11  | 0      | en stagnation |                                                                                                   |
|                          | Parti patriote (VATAN)                        | 1 716     | 0,10  | 0      | en stagnation |                                                                                                   |
|                          | Parti de la justice et de l'unité (AB)        | 1 667     | 0,10  | 0      | Nv.           |                                                                                                   |
|                          | Parti de l'union du pouvoir (GBP)             | 1 642     | 0,10  | 0      | Nv.           |                                                                                                   |
|                          | Parti des droits et libertés (HAK)            | 1 112     | 0,06  | 0      | en stagnation |                                                                                                   |
|                          | Parti de libération du peuple (HKP)           | 944       | 0,05  | 0      | en stagnation |                                                                                                   |
|                          | Parti de la route nationale (MYP)             | 848       | 0,05  | 0      | Nv.           |                                                                                                   |
|                          | Mouvement communiste (TKH)                    | 629       | 0,04  | 0      | Nv.           |                                                                                                   |
|                          | Parti de l'innovation (YP)                    | 341       | 0,02  | 0      | Nv.           |                                                                                                   |
|                          | Indépendants (Ind.)                           | 1 942     | 0,11  | 0      | en stagnation |                                                                                                   |
|                          |                                               |           |       |        |               |                                                                                                   |
| Total                    | Total                                         | 1 718 557 | 100   | 17     | 1             | -                                                                                                 |
| Inscrits / participation | Inscrits / participation                      | 1 907 463 | 89,35 |        |               |                                                                                                   |